# 3258 Somnium
A 3258 Somnium (ideiglenes jelöléssel 1983 RJ) a Naprendszer kisbolygóövében található aszteroida. Paul Wild fedezte fel 1983. szeptember 8-án.